# Кормош, Дьюла
Дьюла Сильвестер Кормош (Конорот) (венг. Kormos (Konorot) Gyula Szilveszter; 27 декабря 1911, Будапешт — 18 октября 1980, Будапешт) — венгерский хоккеист на траве, полузащитник; тренер, спортивный функционер. Участник летних Олимпийских игр 1936 года.

## Биография
Дьюла Кормош родился 27 декабря 1911 года в австро-венгерском городе Будапешт (сейчас в Венгрии).
По образованию был учителем истории и географии.
В 1929—1944 годах играл в хоккей на траве за «Аматёр», в 1945—1949 годах — за БКЕ, в 1949—1955 годах — за «Эпитёк». Четырежды становился чемпионом Венгрии (1933—1934, 1944, 1949).
В 1936 году вошёл в состав сборной Венгрии по хоккею на траве на летних Олимпийских играх в Берлине, поделившей 7-9-е места. Играл на позиции полузащитника, провёл 3 матча, забил 1 мяч в ворота сборной Бельгии.
В 1934—1949 годах провёл за сборную Венгрии 17 матчей.
В 1949 годах основал отделение хоккея на траве в будапештском «Эпитёке». Тренировал команду и девять раз выигрывал с ней чемпионат Венгрии.
В 1970—1980 годах был президентом Венгерской ассоциации хоккея на траве, членом Международной федерации хоккея на траве, членом технического комитета.
Умер 18 октября 1980 года в Будапеште.

## Семья
Сыновья Ференц и Габор также выступали за сборную Венгрии по хоккею на траве.